# Manoush
Manoush Vasquez, (ur. Marcia Nicole Barandshay 29 maja 1971 w Saintes-Maries-de-la-Mer) – francuska aktorka i piosenkarka pochodzenia romskiego.

## Życiorys

### Młodość
Jej matka jest Cyganką Sinti pochodzenia aszkalskiego, a jej ojciec jest Amerykaninem pochodzenia niemieckiego. W dzieciństwie przeprowadziła się kilkakrotnie i mieszkała w Haarlemie w Holandii Północnej, Kolonii i Biel. W wieku osiemnastu lat, Manusz została modelką, ale przestała działać dwa lata później, po wypadku samochodowym, który pozostawił jej blizny na brzuchu i nogach.

### Kariera filmowa
Manoush rozpoczęła karierę filmową w 1997 roku. W 2000 roku zaproponowano jej rolę nimfomanki w filmie Amelia Jean-Pierre’a Jeuneta, co otworzyło jej wiele drzwi w przemyśle filmowym i telewizyjnym. Manusz jest głównie znana za role w swoich ról w filmach akcji i w horrorach lub takich, które mogą być intensywne i trudne do odegrania. W 2004 roku zagrała wojowniczkę Cardę w Angel of Death 2, a następnie w The Legend of Moonlight Mountain w reżyserii Tima Rose'a. Zagrała także w Cannibal Mariana Dory (2006), Barricade Timo Rose (2007) i Philosophy of a Knife Andrieja Iskanowa (2008).
Manusz zdobyła nagrodę dla najlepszej aktorki drugoplanowej w 2011 roku na PollyGrind Film Festival w Las Vegas za rolę Olgi w filmie The Super.

### Kariera muzyczna
Zaczynała jako piosenkarka cyberpunkowa. Oprócz kariery aktorskiej pracowała jako piosenkarka w grupie Cyanide Savior z mężem Chrisem Vazquezem.
W 2016 i 2017 roku nagrała 2 piosenki z brytyjską grupą Bronski Beat i amerykańskim producentem Manem Parrish.

## Życie prywatne
Manusz poślubiła Chrisa Vasqueza w 2006 roku. Mieszkają w Nowym Jorku.

## Filmografia
- 1997 : M-Inspiration
- 1998 : Engagement
- 1999 : Time To Kill
- 1999 : Einer geht Noch
- 2000 : Amelia
- 2001 : Wolf im Schafspelz
- 2002 : Champion
- 2002 : Crossclub. Project Genesis
- 2003 : Hinter Schloss und Riegel
- 2004 : Angel of Death
- 2004 : Criminal Court: Temple of Lust
- 2004 : Moonlight Mountain
- 2005 : Freunde für immer
- 2006 : Cannibal(inne języki)
- 2006 : Traumjob
- 2006 : Barricade
- 2007 : Fearmakers
- 2007 : Zombie Reanimation
- 2007 : The Shrieking
- 2007-2013 : The Tourist albo Ingression
- 2008 : Philosophy of a Knife
- 2008 : Popular
- 2008 : The Turnpike Killer
- 2008 : Craig
- 2008 : Uncut!
- 2008 : Necronos. Tower of Doom
- 2008 : Beast
- 2009 : Little Big Boy – The Rise and Fall of Jimmy Duncan
- 2009 : La petite mort
- 2009 : Game Over
- 2009 : Unrated
- 2009 : Cats
- 2009 : Zombie Reanimation
- 2010 : 15 Till Midnight
- 2010 : Traveler
- 2010 : Avantgarde
- 2010 : Non Compos Mentis
- 2010 : Little Big Boy
- 2010 : Ingression
- 2011 : The Super
- 2011 : What's your poison
- 2012 : When blackbirds fly
- 2012 : Survive
- 2012 : Devil moon
- 2013 : Four of a kind
- 2013 : Caedes
- 2013 : Vengeance Doloreuse
- 2014 : In fear of
- 2014 : Blood Valley: Seed's Revenge
- 2014 : Sex, Blood and Fairy Tales
- 2014 : Carpaneda
- 2014 : The Curse of Doctor Wolffenstein
- 2014 : Gefahr
- 2015 : Fenster zum Hof
- 2015 : The Sight
- 2016 : Blood on the Reel
- 2016 : Bittersweet Revenge
- 2016 : Amor Kills
- 2016 : Andrey Iskanov's Visions of Suffering: Uroboros
- 2016 : Andrey Iskanov's Visions of Suffering
- 2017 : Night of the Magician
- 2017 : Gelosia (Włochy)
- 2017 : Die Boten des Todes
- 2017 : Mampf
- 2018 : Zombies from Sector 9
- 2018 : Stories of the dead
- 2018 : Herr Berger sucht einen Sohn
- 2018 : Magid Atidot